# Orange (California)
Orange, fundada en 1869, es una ciudad del condado de Orange en el estado estadounidense de California. En el año 2009 tenía una población de 141.634 habitantes y una densidad poblacional de 2,337.195 personas por km². Se encuentra aproximadamente a 3 millas (6 kilómetros) al norte de la sede del condado, Santa Ana. Orange es muy peculiar debido a que en su distrito histórico aún permanecen casas de los años 1920; mientras que en otras ciudades de la región esas casas se demolieron en los años 60, Orange decidió preservarlas.

## Geografía
Según la Oficina del Censo, la ciudad tiene un área total de 69,9 km² (27,0 mi²), de la cual 60,6 km² (23,4 mi²) es tierra y 1,3 km² (0,5 mi²) (1.9%) es agua.

### Clima
| Mes                 | Ene | Feb | Mar | Abr | May | Jun | Jul | Ago | Sep | Oct | Nov | Dic | Año  |
| ------------------- | --- | --- | --- | --- | --- | --- | --- | --- | --- | --- | --- | --- | ---- |
| Prom. alta °F       | 71  | 72  | 74  | 77  | 82  | 86  | 90  | 92  | 91  | 84  | 77  | 72  | 82   |
| Prom. baja °F       | 50  | 50  | 52  | 54  | 58  | 63  | 67  | 71  | 70  | 61  | 55  | 50  | 60   |
| Prom. preci.        | 2.7 | 2.4 | 2.5 | 1.0 | 0.2 | 0.1 | 0   | 0.1 | 0.2 | 0.3 | 1.3 | 1.8 | 12.6 |
| Fuente: Weatherbase |     |     |     |     |     |     |     |     |     |     |     |     |      |

## Demografía

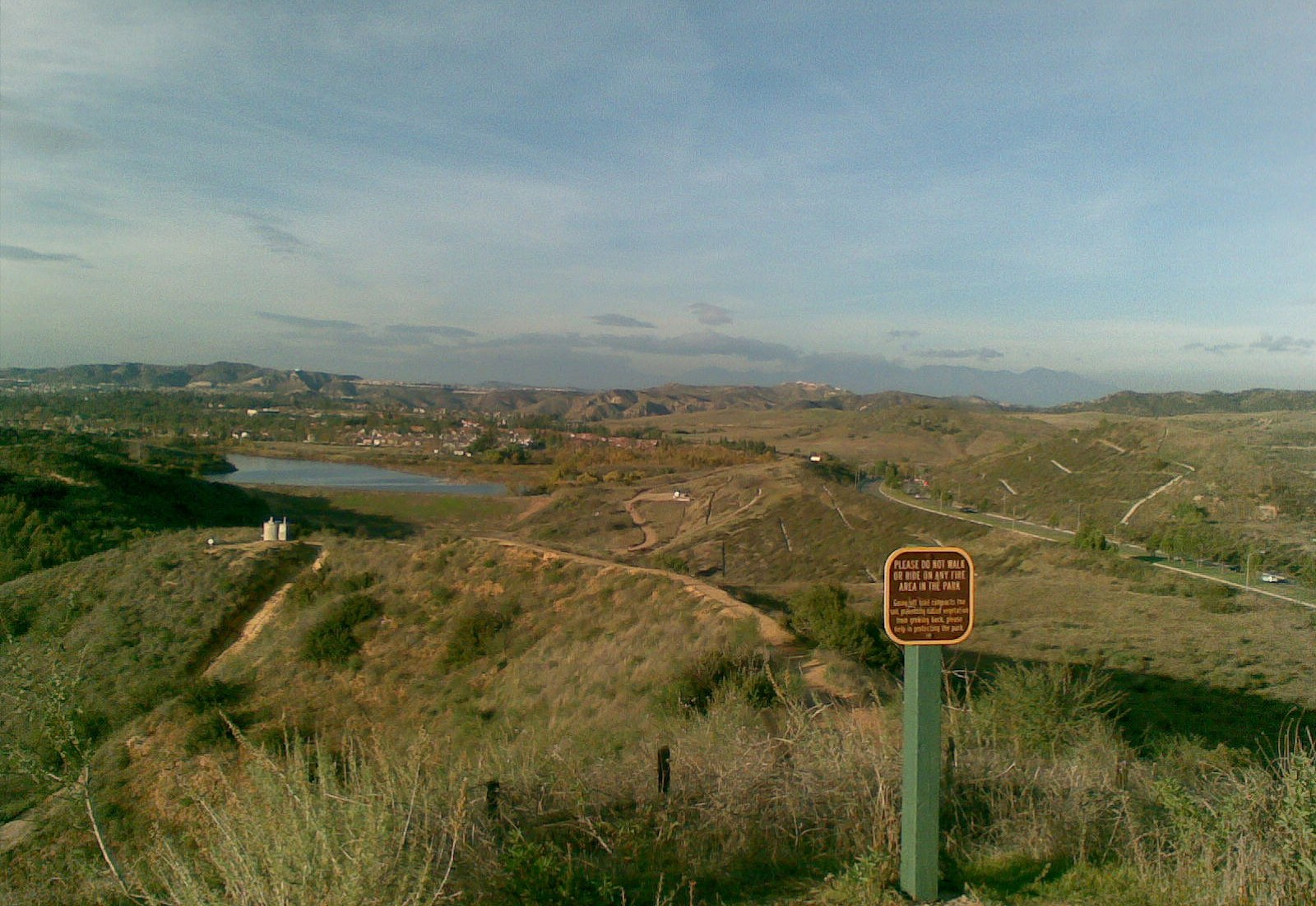
Peters Canyon Park en el este de Orange.

Según el censo del año 2000, había 128,821 personas, 40,930 hogares, y 30,165 familias residiendo en la ciudad. La densidad poblacional era de 2,126.5/km² (5,506.4/mi²). Habían 41,904 casas unifamiliares en una densidad de 691.7/km² (1,791.2/mi²). 
La demografía de la ciudad era del 56.6% caucásica, 1.60% afrodescendiente, 0.78% amerindia, 9.32% asiática, 0.23% isleñas del pacífico, 13.82% de otras razas, y el 3.75% de dos o más razas. 32.16% de la población era hispana o latina de cualquier raza. 
Según la Oficina del Censo en 2000 los ingresos medios por hogar en la localidad eran de $58,994, y los ingresos medios por familia eran $64,573. Los hombres tenían unos ingresos medios de $42,144 frente a los $34,159 para las mujeres. La renta per cápita para la localidad era de $24,294. Alrededor del 6.8% de la población estaban por debajo del umbral de pobreza.

## Educación
El Distrito Escolar Unificado de Orange gestiona escuelas públicas.

## Ciudades hermanas
Orange tiene cinco ciudades hermanas, designadas por el Sister Cities International, Inc. (SCI):
- Novo Kosino (Moscú), Rusia.
- Orange, Australia.
- Orange, Francia.
- Santiago de Querétaro, México.
- Timaru, Nueva Zelanda.